# Stranger on My Land
Pour plus de détails, voir Fiche technique et Distribution.
Stranger on My Land est un téléfilm américain réalisé par Larry Elikann, diffusé en 1988.

## Fiche technique
- Titre : Stranger on My Land
- Réalisation : Larry Elikann
- Scénario : Edward Hume et I.C. Rapoport
- Production : Michael Barnathan, Gary Hoffman et Edgar J. Scherick
- Musique : Ron Ramin
- Photographie : Laszlo George
- Montage : Peter V. White
- Pays d'origine : États-Unis
- Format : Couleurs - 1,33:1 - Stéréo
- Genre : Drame, western
- Durée : 94 minutes
- Date de diffusion : 1988

## Distribution
- Tommy Lee Jones : Bud Whitman
- Richard Anderson : Maj. Walters
- Michael Paul Chan : Eliot
- Barry Corbin : Gil
- Joseph Gordon-Levitt : Rounder
- Natalie Gregory : Gillian
- Pat Hingle : Judge Munson
- Ben Johnson : Vern Whitman
- Jeff Olson : Gene Stewart
- Terry O'Quinn : Connie Priest
- George Sullivan : Thorne
- Dee Wallace : Annie Whitman